# 潘朝佑
潘朝佑，河南開封府杞縣人，清朝政治人物、進士出身。

## 生平
順治三年，登進士，授襄阳县知县，后殉难于王光泰民變。贈湖广按察使司佥事。